# Camugnano
Camugnano là một đô thị ở tỉnh Bologna vùng Emilia-Romagna của Ý, có vị trí khoảng 40 km về phía tây nam của Bologna. Tại thời điểm ngày 31 tháng 12 năm 2004, đô thị này có dân số 2.092 người và diện tích là 96,5 km².
Đô thị Camugnano có các frazioni (Đơn vị trực thuộc, chủ yếu là các làng) Guzzano, Carpineta, Stagno, Mogne, Verzuno, Vigo, Burzanella, Trasserra, San Damiano, Baigno, và Bargi.
Camugnano giáp các đô thị sau: Cantagallo, Castel di Casio, Castiglione dei Pepoli, Grizzana Morandi, Sambuca Pistoiese, Vernio.